# Polycyrtus capitator
Polycyrtus capitator là một loài tò vò trong họ Ichneumonidae.